# Anni Albers
Anni Albers (Annelise Else Frieda Albers z domu Fleischmann, ur. 12 czerwca 1899 w Berlinie, zm. 9 maja 1994 w Orange) – amerykańska projektantka tkanin i graficzka niemieckiego pochodzenia. Jedna z najbardziej wpływowych postaci projektowania tkanin XX wieku.

## Życiorys

### Okres niemiecki
Albers pochodziła z majętnej mieszczańskiej rodziny o żydowskich korzeniach. Wśród członków rodziny jej matki byli założyciele wydawnictwa Ullstein, a jej ojciec był właścicielem lukratywnej firmy meblarskiej. Choć oczekiwano od niej, że będzie prowadzić wygodne, mieszczańskie życie, podobnie jak jej matka, Albers postanowiła zostać artystką. W 1922 roku uczyła się malarstwa u Martina Brandenburga w Berlinie, choć przerwała naukę po krytyce jej prac przez Oskara Kokoschkę. W tym samym roku zaczęła studia na Bauhausie w Weimarze. Po ukończeniu obowiązkowego kursu wstępnego, Albers została przydzielona do warsztatu tkackiego, choć z początku nie była zainteresowana tą dziedziną (warsztat tkacki był uznany za „sferę kobiet” na uczelni).   
W 1925 roku wyszła za mąż za jedenaście lat starszego Josefa Albersa, który prowadził warsztat witrażu na Bauhausie. Po miesiącu miodowym we Florencji, małżeństwo przeprowadziło się do Dessau, do którego przeniesiono uczelnię z Weimaru. Josef Albers został wtedy mistrzem warsztatu witrażu, więc Albersowie zamieszkali w jednym z domów dla mistrzów, zaprojektowanych przez Waltera Gropiusa. Po odejściu kierowniczki warsztatu tkackiego Gunty Stölzl w 1931 roku, Anni Albers przejęła prowadzenie warsztatu.   
Artystka tworzyła odważne abstrakcje z prostych linii i wyrazistych płaszczyzn koloru. W swoich projektach użytkowych eksperymentowała także z nietypowymi materiałami, takimi jak metalowe nici, czy końskie włosie. Tym samym Albers wywróciła pojęcie tkactwa na Bauhausie jako jedynie elementu estetycznej dekoracji domu, czyli sfery dla kobiet. Jej pracą dyplomową (1929), zleconą przez ówczesnego dyrektora Hannesa Meyera, był projekt nowatorskiego okrycia ścian dla audytorium z bawełny, szenili i celofanu, które jednocześnie wygłuszało dźwięk i odbijało światło. Architekt Philip Johnson, który pomógł później małżeństwu Albers emigrować do Stanów Zjednoczonych, nazwał ten projekt jej „paszportem do Ameryki”.

### Życie w Stanach Zjednoczonych
Gdy zamknięto Bauhaus pod naciskiem władz nazistowskich, ze względu na żydowskie pochodzenie artystki, małżeństwo wyjechało w 1933 roku do Stanów Zjednoczonych, na zaproszenie Philipa Johnsona, który zaproponował pracę Josefowi na nowo powstałej uczelni Black Mountain College. Anni także wykładała na uczelni, dla której stworzyła program studiów skupiony na wzornictwie. Jednocześnie sama zaczęła tworzyć prace artystyczne, bez jakichkolwiek elementów funkcji. W 1939 Albersowie dostali obywatelstwo amerykańskie. 
Artystka wykładała do 1949 roku; w tym samym roku otwarto jej wystawę solową w nowojorskim Museum of Modern Art. Była to pierwsza wystawa poświęcona projektowaniu tkanin w tym muzeum, co było krokiem w zmianie odbioru tkactwa jako więcej niż rzemiosła. Na wystawie pokazano eksperymentalne prace Albers z nietypowych materiałów, takich jak celofan, miedziana szenila, rafia, trawa, czy skrawki drewna. Wśród innowacyjnych obiektów były wolnowiszące materiałowe przepierzenia, tkaniny obiciowe i okrycia ścian.
W 1950 roku Josef Albers został kierownikiem Katedry Wzornictwa Przemysłowego na Uniwersytecie Yale (funkcję tę sprawował przez następne osiem lat), więc Albersowie przeprowadzili się do stanu Connecticut. Rok później, Anni Albers zaczęła owocną współpracę z potentatem meblarskim i byłą studentką Miesa van der Rohe Florence Knoll, która trwała przez trzy dekady.
W 1963 roku, po „niekończących się latach przy warsztacie tkackim”, Anni Albers zaczęła eksperymentować z litografią i sitodrukiem. Dwa lata później Albers opublikowała On Weaving (O tkaniu) – przełomową pracę dotyczącą tkactwa, którą oparła na swojej wcześniejszej pracy na Black Mountain College. W 1971 roku Josef Albers założył fundację (współcześnie Josef and Anni Foundation), która do dziś zajmuje się spuścizną obu artystów.
Anni Albers zmarła w 1994 roku w wieku 94 lat.

## Wybrane wystawy
- 1949: Anni Albers: Textiles, Museum of Modern Art, Nowy Jork
- 1978: Anni Albers: Recent Work, Pollock Gallery, Toronto
- 1985: The Woven and Graphic Art of Anni Albers, Renwick Gallery, Waszyngton
- 1990: Gunta Stölzl, Anni Albers, Museum of Modern Art, Nowy Jork
- 1999: Anni Albers, Peggy Guggenheim Collection, Wenecja
- 2006: Anni y Josef Albers.Viajes por Latinoamérica, Muzeum Narodowe Centrum Sztuki Królowej Zofii, Madryt (14 listopada 2006 –12 lutego 2007)
- 2017: Anni Albers: L'Oeuvre Gravé, Musée des Beaux-Arts, Le Locle
- 2017: Anni Albers: Touching Vision, Muzeum Guggenheima w Bilbao (6 października 2017 – 14 stycznia 2018)[9]
- 2018: Anni Albers, Tate Modern, Londyn (11 października 2018 – 27 stycznia 2019)[7]